# Paterno iam diu
Paterno iam diu (en español Con paterno [ánimo), es la 5ª encíclica de Benedicto XV, fechada el 24 de noviembre de 1919. En ella pide oraciones y ayuda en forma de comida y ropa para los niños de Centroeuropa que sufren la escasez de comida y ropa como consecuencia de la Primera Guerra Mundial.

## Antecedentes
Desde su elección como papa el 3 de septiembre de 1914, Benedicto XV desplegó toda la influencia moral de la Iglesia y de la Santa Sede para reducir las consecuencias de la Gran Guerra -iniciada el 28 de julio de ese mismo año- e impulsar a los gobiernos de las naciones involucradas a renunciar a la guerra y resolver los conflictos mediante la negociación. 
A estos objetivos se dirigía su primera encíclica, Ad beatissimi apostolorum, fechada en la fiesta de Todos los Santos de 1914, y a ella siguieron continuas gestiones realizadas a través de diplomáticos vaticanos, apoyándose en los políticos más favorables hacia la paz, y numerosas iniciativas plasmadas en documentos oficiales, entre los que destacan: 
- la encíclica Quod iam diu, el 1 de diciembre de 1918, pide que se realicen oraciones públicas por los resultados del tratado que deberá restablecer la paz
- las exhortaciones apostólicas
  - Allorché fummo chiamati, a los pueblos beligerantes y a sus dirigentes, el 28 de julio de 1915, con motivo del primer aniversario del estallido de la guerra;
  - Dés le debut, de 1 de agosto de 1917, exhortación a los jefes de Estado en guerra para que hallen una vía para la paz;
- el motu proprio Quartus iam annus,[2] emitido el 9 de mayo de 1918, estableciendo que el 29 de junio, festividad de los santos Pedro y Pablo, se ore especialmente por la paz.

Concluida la guerra y firmada la paz por el tratado de Versalles, el 28 de junio de 1919, el papa continúo alentando una paz firme que incluyese la caridad, también para paliar los efectos de la guerra sobre las personas, especialmente sobre los más débiles. En este sentido escribió las siguientes encíclicas:
- Paterno iam diu, del 24 de noviembre de 1919, pidiendo oraciones y ayuda para satisfacer las necesidades de ropa y alimentos para los niños de Centroeuropa.
- Pacem, Dei munus pulcherrimum, del 23 de mayo de 1920, haciendo hincapié en la necesidad de que la paz se apoye en la reconciliación cristiana entre los pueblos y entre las personas.
- Annum iam plenum, del 1 de diciembre de 1920, vuelve a pedir ayuda para los niños afectados por las consecuencias de la guerra.

## Contenido
El papa comienza explicando los votos que ha hecho pidiendo por el final de la Gran Guerra

Paterno iam diu animo ominabamur atque sperabamus fore, ut, restincto tandem immani bello suscitatoque christianae caritatis spiritu, qual fame et inedia, Europae praesertim mediae, regiones conficiebantur, illae ad meliorem condicionem, concordi bonorum omnium opera et conatu, paulatim adducerentur.
Durante mucho tiempo, con espíritu paterno, hicimos votos y alimentamos la esperanza de que, una vez que esta inmensa guerra finalmente cesara y el espíritu de la caridad cristiana despertara, las regiones que, especialmente en Centroeuropa, fueron devastadas por el hambre y la miseria, fuesen gradualmente conducidas a mejores condiciones gracias al trabajo y al esfuerzo concertado de todas las personas de bien.
Inicio de la encíclica Paterno iam diu

Sin embargo estas expectativas no se han producido; y las noticias que le llegan muestra la escasez de alimentos y ropa en las regiones más pobladas; una carencia que sufren especialmente los más débiles y entre ellos los niños. El papa ha visto aliviado su pesar al saber de las asociaciones que se han constituido con el objetivo de "salvar a los niños", y no puede dejar de apoyar esas iniciativas, pues considera que es un primer deber mostrar ternura hacia los niños, imitando así a Cristo Redentor que manifestó siempre un espacial cariño hacia ellos.
Ese mismo comportamiento se ha tenido ya en situaciones similares, así cuando acudió a la solidaridad de los católicos para paliar las necesidades de los niños de Bélgica; la respuesta de los arzobispos y obispos de Estados Unidos a la exhortación del papa fue de una gran generosidad. Recuerda estos hechos, no tanto para alabarlos como para mover a los obispos de todo el mundo a esa misma actitud.
Ante la proximidad de la Navidad, el Papa dirige su pensamiento a esos niños infelices, especialmente de Centroeuropa, en los que se refleja la imagen del Niño Dios. Por esto, pide a todos los obispos que, el día 28 de diciembre, festividad de los Santos Inocentes, ordenen en sus diócesis oraciones públicas por estas necesidades y realicen una colecta para contribuir a la solución de estas carencias. Para la mayor eficacia de esas colectas pide que, además, de dinero, se ofrezcan ropa y alimentos; de modo que se distribuyan entre los países necesitados, haciendo llevar esas ofrendas a los lugares que se han convenido. Esta tarea se puede encomendar a las asociaciones a la que se ha referido, u otras que estén dispuestas a realizar este servicio.
El papa hace notar expresamente que, aunque la petición se dirige de modo directo a los católicos, confía que obtenga también respuesta en otras personas de buena voluntad. Por último quiere preceder a esta ofrendas poniendo a disposición de estas necesidades cien mil liras italianas. Concluye la encíclica transmitiendo a sus destinatarios, al clero y a su pueblo, la bendición apostólica.